# Северно-Таврийская операция
Се́верно-Таври́йская опера́ция (6 июня — 3 ноября 1920 года) — боевые действия между РККА и Русской Армией Врангеля за обладание Северной Таврией. Делится на 2 этапа: наступление белых войск (6 июня — 27 октября) и контрнаступление красных (28 октября — 3 ноября).

## Предыстория
4 апреля потерпевший поражение Деникин передал пост главкома ВСЮР генералу П. Н. Врангелю. Переформировав остатки ВСЮР в 25-тысячную армию, Врангель дал ей наименование Русская Армия.
В мае XIII-я армия РККА предприняла несколько попыток захватить крымские перешейки, но неудачно. В итоге противостоящие армии вырыли окопы, заплели их колючей проволокой и боевые действия приняли позиционный характер. Великобритания, в марте месяце 1920 года начавшей закулисные переговоры с большевиками, чьи представители приехали даже в Лондон, предложила Врангелю ограничиться обороной Крыма, а большевикам — объявить амнистию белогвардейцам. Но Врангель и большевики отклонили это предложение. Предложение о совместных действиях с польской армией Пилсудский не поддержал, начав 25 апреля 1920 года наступление на Киев. Тогда русским командованием, понимавшим, что при скудных ресурсах Крыма сохранить армию будет невозможно, был принят план прорыва в Северную Таврию и Донбасс.
К 25 мая (6) июня перед фронтом русской армии, находящейся в Крыму, располагались следующие части РККА:
- 3-я, 46-я, 52-я и Латышская стрелковые дивизии;
- 85-я бригада 29-й стрелковой дивизии, 124-я бригада 42-й стрелковой дивизии;
- 2-я кавдивизия имени Блинова, запасная кавбригада Федотова и отдельные мелкие отряды (полк Льва Каменева, карательный отряд, особый отряд крымского ревкома и другие).

Всего красные войска насчитывали 15—16 тысяч штыков, 3—4 тысячи сабель.
Русская армия превосходила противника и состояла из четырёх корпусов:
- 1-й армейский корпус (генерал Кутепов) — Корниловская, Марковская и Дроздовская дивизии, 1-я кавалерийская и 2-я конная дивизии;
- 2-й армейский корпус (генерал Слащев) — 13-я и 34-я пехотные дивизии и Терско-Астраханская казачья бригада;
- Сводный корпус (генерал Писарев) — Кубанская и 3-я конная дивизия
- Донской корпус (генерал Абрамов) — гвардейская донская бригада, 2-я и 3-я донские дивизии.

Всего 25 тысяч штыков и сабель (1/5—1/6 общей численности армии в Крыму), 460 пулеметов, 126 орудий. То есть русские войска в 1,5 раза превосходили противостоящие им части большевиков. Примерно 25 тысяч штыков и сабель против 18 тысяч у красных. Сравнение количества корпусов или дивизий не уместно, так как в период боевых действий все части имели некомплект разной степени.
Русские войска почти не имели кавалерии. При эвакуации из Новороссийска многие кавалерийские части грузились без лошадей, поэтому они стали фактически пехотой. Произведенная в Крыму мобилизация конского состава дала всего 400 коней, но это позволило посадить на коней только один полк 1-й конной дивизии. На конях были и входившая в состав 1-го армейского корпуса 2-я конная дивизия генерала Морозова (около 2000 шашек) и Терско-Астраханская бригада 2-го корпуса. В Сводном и Донском корпусах имелось лишь по конному дивизиону (150—200 шашек). Остальная конница действовала в пешем строю.
Директивой Врангеля от 21 мая (2) июня войскам были поставлены задачи:
1. Генералу Слащеву, после смены его частей на Сальковском направлении войсками генерала Писарева, погрузиться в Феодосии и высадиться в районе Кирилловка — Горелое, прервать линию единственной в этом районе железной дороги Сальково — Мелитополь и в дальнейшем, совместно с частями генерала Писарева, действовать в тылу Перекопской группы красных;
2. Генералу Писареву и генералу Кутепову атаковать противника на рассвете 25 мая, разбить и отбросить за Днепр;
3. Генералу Абрамову с Донским корпусом оставаться в резерве в районе станции Джанкой.

Часть флота вошла в Днепровский лиман для обеспечения левого фланга операции.
Время начала операции и место высадки десанта сохранены были в полной тайне. Штабом намеренно распространялись слухи о готовящемся десанте в районе Новороссийска и Одессы. Директива генералу Слащеву должна была быть вскрыта им лишь по выходе десантного отряда в море.

## Ход операции

### Первое наступление (5 — 8 июня)
24 мая (5) июня 2-й корпус генерала Слащева был посажен на суда в Феодосии и через Керченский пролив переброшен на побережье Азовского моря. При сильном ветре и морском волнении десант в 10 тысяч штыков и сабель, 50 орудий и 2 броневика высадился в районе Геническа
Вечером штаб Белой армии получил радиограмму об удачной высадке войск генерала Слащева у Кирилловки. На рассвете 25 (6) июня армия перешла на всем фронте в наступление. После короткой артиллерийской подготовки части генерала Писарева, поддержанные танками и бронепоездами, атаковали красных в то время, как десант генерала Слащева, овладев деревней Ефремовской и Давыдовкой, подходил передовыми частями к линии железной дороги. Атакованные с фронта и угрожаемые с тыла, красные отступили, почти не оказывая сопротивления. Город Геническ, станция Ново-Алексеевка и деревня Ново-Михайловка были заняты частями Сводного корпуса. Бронепоезда белых были выдвинуты на станцию Рыково. Красные отходили на Рождественское. Здесь белыми было взято несколько сот пленных.
Одновременно корпус генерала Кутепова атаковал на перекопском участке главные силы XIII-й советской армии. Танки и броневики двигались впереди пехоты, уничтожая проволочные заграждения. Красные оказывали отчаянное сопротивление. Особенно упорно дрались латышские части. Красные артиллеристы, установив орудия между домами в деревнях Преображенка и Первоконстантиновка, в упор расстреливали танки. Несколько танков было подбито, однако пехота с их помощью успела овладеть всей укрепленной позицией. Марковская и Корниловская дивизии выдвинулись на линию: Первоконстантиновка — Спендиарово (марковцы) и Преображенка — Адамань (корниловцы). 2-я конная дивизия генерала Морозова была брошена для преследования красных. Дроздовская и 1-я конная дивизии (пешая) оставались в резерве командира корпуса.
Оправившись после первого удара, красные, сосредоточив 2 дивизии пехоты и кавалерийскую бригаду, перешли в наступление и оттеснили марковцев от деревни Перво-Константиновки. На поддержку отходившим марковцам была выдвинута Дроздовская дивизия. Одновременно 2-я конная дивизия, выдвинувшись до Чаплинки, отбивала атаки пехоты и конницы противника, пытавшихся охватить марковцев с северо-запада. С помощью Дроздовской дивизии Первоконстантиновка вновь была занята белыми — в этих боях у дроздовцев были ранены или погибли почти все командиры рот и батальонов, но подоспевшими резервами красных марковцы и дроздовцы были вновь оттеснены. К ночи Перво-Константиновка осталась за красными.
26 мая (7) июня ожесточенные бои продолжались. Части генерала Слащева к вечеру вышли с боем на железную дорогу между станциями Большой Устюг — Акимовка, захватив до тысячи пленных из состава мелитопольского гарнизона. Бронепоезда белой армии выдвинулись к станции Сокологорное, где подбили бронепоезд красных. Сводный корпус генерала Писарева продолжал наступление: Кубанская дивизия продвигалась на линию станция Юрицыно — село Рождественское, 3-я конная дивизия на линию Отрада — Ново-Троицкое.
Красные атаковали кавалерийской дивизией Блинова (2500 сабель), только что прибывшей с Кавказа, охватывая фланг Сводного корпуса. Деревня Ново-Михайловка была захвачена красными, однако к вечеру белые отбили её. Дроздовская дивизия после ожесточенного боя в очередной раз заняла Перво-Константиновку. Красные под прикрытием артиллерийского огня отходили на Владимировку. Их преследовали дроздовцы с запада и 2-я конная дивизия генерала Морозова с севера.
Владимировка была захвачена дроздовцами. На участке между Владимировкой и Строгановкой красные были настигнуты и прижаты к Сивашу, где после короткого боя белыми было захвачено 1500 пленных, 5 орудий и 3 броневика. У Спендиарово марковцы и корниловцы отбили в течение дня все атаки противника. За 2 дня боёв 1-м корпусом взято было 3500 пленных, 25 орудий, 6 броневиков. Потери в частях корпуса были весьма значительны, особенно в командном составе, но в результате этих боев белогвардейские войска вырвались из Крыма на оперативный простор.
В ночь на 27 мая (8) июня красная кавалерийская дивизия Блинова, использовав растянутое расположение 3-й конной дивизии, ночным налетом заняла деревню Отрада и прорвалась в Ново-Михайловку, где захватила весь штаб 3-й конной дивизии во главе с начальником дивизии генералом Ревишиным.

### 8 — 23 июня
27 мая (9) июня утром Врангель выслал новую директиву войскам:
- Генералу Слащеву овладеть районом Мелитополь — Екатериновка — Акимовка, в дальнейшем направить конницу на северо-запад, в тыл красным, отходящим от Сиваша;
- Генералу Писареву, усиленному 2-й казачьей дивизией, уничтожить Рождественско-Петровскую группу красных и овладеть Колгой, Ивановкой, Серагозами;
- Генералу Кутепову овладеть Каховкой и Алешками;
- Донскому корпусу генерала Абрамова, без 2-й донской казачьей дивизии, оставаться в резерве в районе Ново-Алексеевки.

К вечеру 2-й армейский корпус генерала Слащева занял Мелитополь. Части Сводного корпуса генерала Писарева медленно продвигались вперед. Части 1-го армейского корпуса вышли на линию Аскания Нова — Чаплинка — Колончак и продолжали преследование красных. В Чаплинке захвачены были оставленные красными баллоны с удушливыми газами, лаборатория для добычи газов и батарея. Конница генерала Морозова, после разгрома красных под Строгановкой, 26 мая (8) июня была спешно переброшена на Чаплинку, и к вечеру 27 мая (9) июня достигла хутора Бальтазаровского.
28 мая (10) июня войска генерала Слащева удерживали Мелитополь от сильных атак красных частей, подтянувших из Александровска резервы. Сводный корпус вел бой с кавалерией Блинова к юго-востоку от села Рождественское.
Отходя разрозненно от Перекопа на Каховку, красные войска поддерживали между собой связь по радио. Они пополнились частями, направлявшимися с Дона походным порядком на польский фронт, но красным командованием повернутыми на поддержку разбитых частей XIII-й советской армии. 28 мая (10) июня 15-я Инзенская стрелковая дивизия в составе трех бригад пехоты и бригады конницы, общей численностью до 4500 штыков и 800 сабаль, подошла в район Чёрной Долины, так же была введена из красного резерва 2-я Ставропольская кавалерийская дивизия.
Части 1-го армейского корпуса занимали следующее расположение:
- Дроздовская дивизия в районе Марьяновка — Самойловка (северо-западнее Аскания Нова);
- Корниловская дивизия — на линии Чёрная Долина — Черненко;
- 2-я конная дивизия генерала Морозова — в центре боевого расположения к югу от Натальино;
- Марковцы в корпусном резерве южнее Чаплинки;
- 1-я конная дивизия (пешая) — на участке Большие Копани — Чолбасы.

15-я стрелковая дивизия, поддержанная Латышской и 52-й дивизиями, атаковала части генерала Морозова. Конница белых стала отходить на юг. Дроздовцы и корниловцы отбили все атаки противника. К вечеру белые части заняли в отношении главных сил красных, втянувшихся между дроздовцами и корниловцами, выгодное охватывающее положение.
29 мая (11) июня войска генерала Слащева отбивали атаки с севера и востока, продолжая удерживать Мелитополь. К вечеру его конница заняла Елизаветовку, а бригада 34-й дивизии — Койлы Елга. В сводном корпусе на рассвете 29 (11) июня кубанцы были атакованы бригадой 2-й красной кавалерийской дивизии и поспешно отошли к Ново-Алексеевке. Контратакой частей Сводного корпуса красные были отброшены на север. К вечеру, развивая успех, кубанцы заняли хутор Адама, донцы — Рождественское.
В этот же день, используя выгодное положение, генерал Кутепов, подтянув Марковскую дивизию к Чаплинке и 4 полка 1-й конной дивизии к Черненке, с утра перешел всеми частями в наступление. Красные не выдержали концентрического удара и стали поспешно отходить. Части генерала Кутепова продолжали теснить противника, к вечеру подойдя на десять верст к Каховке. Левофланговая группа 1-го корпуса подошла к Алешкам.
30 мая (12) июня в упорных боях под Мелитополем части генерала Слащева удерживали свои позиции. Сводный корпус занял Петровское и Отраду. Части 1-го корпуса вышли к Днепру — Корниловская и 2-я конная дивизии стремительной атакой захватили Каховку, где взяли 1500 пленных. Но основные пехотные красные части успели отступить за Днепр и взорвать за собой мосты. Конница красных до 1000 сабель с частью обозов отошла на северо-восток левым берегом Днепра. Конница генерала Морозова настигла их у деревни Любимовки, разбила и продолжила преследовать на восток.
В период с 25 (6) июня по 30 мая (12) июня XIII-я советская армия потеряла до 8000 человек пленными, около 30 орудий, два бронепоезда, много пулеметов и склады боеприпасов. Большие потери понесли и белогвардейцы. Например, 1-й корпус Кутепова понес потери личного состава до четверти от первоначального. Белые части были разбросаны по ТВД, и их командование пыталось по радио обеспечить их взаимодействие. Главная задача наступления — разгром 13-й армии РККА — выполнена не была.
30 мая (12) июня Врангель отдал директиву, приказав войскам настойчивым преследованием довершить разгром врага:
- Генералу Слащеву приказано было продолжать удерживать район Мелитополя, где красные, подводя свежие резервы, продолжали свои атаки;
- Генералу Абрамову, объединив командование Донским и Сводным корпусами, преследовать красных в направлении Колга — Серагозы;
- Генералу Кутепову, удерживая линию Днепра от Каир Западных (23 версты на С.В. от Каховки) до устья, бросить Дроздовскую и 2-ю конную дивизии на северо-восток с тем, чтобы в кратчайший срок выйти в район Рубановки (52 версты на С.В. от Каховки и на 84 версты к Западу от Мелитополя).

Упорные бои в районе Мелитополя продолжились. Конница 2-го армейского корпуса под командованием генерала А. М. Шифнер-Маркевича вышла в тыл 2-й советской кавалерийской дивизии Блинова. В районе Нижних Серогоз она перехватила обозы 3-й и 46-й стрелковых дивизий. Остатки этих дивизий и отдельные бригады 15-й, 29-й, 42-й и 52-й стрелковых дивизий потеряв боеспособность поспешно отходили на линию Орехов — Александровск.
XIII-я советская армия в боях с 25 мая (6) июня по 4 июня (15) июня понесла огромные потери, доходившие в некоторых частях до 75 % первоначального состава, поэтому армия быстро отходила по всему фронту. 6 июня (19) июня части Белой Армии, так же понесшие большие потери, достигли линии Бердянск — Орехов — Плавни.
К 10 июня (23) июня части Русской армии выдвинулись на линию Ногайск, западнее железной дороги Бердянск — Пологи — Гнаденфельд — Вальдгейм, огибая район Большого Токмака с северо-востока до Днепра у станции Попово; далее по левому берегу Днепра до его устья.
22 июня ставка Врангеля была перенесена в Мелитополь.

### 2 июля — 6 июля
В течение 1 и 2 июля красные вновь переправились через Днепр в районе Бериславля, Каховки и Корсунского монастыря. Они захватили эти пункты, однако вновь были отброшены за Днепр с большими потерями. В то же время, корпус генерала Слащева сдерживал настойчивые атаки красного корпуса Жлобы под Мелитополем, особенно упорные к северу от Большого Токмака.
3 июля белые завершили разгром конной группы Д. П. Жлобы, первоначально насчитывавшей 12 000 сабель и 6 бронеавтомобилей. Белогвардейцы смогли сосредоточить резервы (до 11 тысяч штыков, снятых с других участков фронта) и зажать красную кавалерию в огневое кольцо, после чего атаковали их. Кроме погибших и раненых, Красная армия потеряла 2000 пленными, свыше 40 орудий, до 200 пулеметов и до 3000 коней — к своим вырвались только около 4000 кавалеристов. Советский историк Н. Е. Какурин признал за белогвардейцами высокую боевую организованность.
4 июля встречные бои продолжились. Красные части опять перешли в наступление и ворвались в Большой Токмак. При поддержке танков красные были выбиты из города и отброшены на север. Одновременно Красная армия повела наступление против 34-й пехотной дивизии, вдоль линии железной дороги Александровск — Мелитополь и к ночи 5 июля заняла Михайловку, западнее станции Пришиб. Частями сводного корпуса генерала Писарева красные были атакованы 6 июля во фланг и отступили на север. Части 1-го и 2-го армейских корпусов очищали от красных район Большого Токмака, Щербаковки и Янчокрака.
6 июля красноармейцы начали отход по всему фронту. Всего за период с 28 июня по 6 июля белогвардейцами было взято свыше 11 000 пленных, 60 орудий, 300 пулеметов, два броневика. План красного командования очистить Северную Таврию от Русской армии потерпел полную неудачу.
Однако в эти же дни потерпел неудачу и план Врангеля поднять восстание донских казаков в тыле РККА, для чего у Кривой косы под Мариуполем был высажен десант полковника Ф. Д. Назарова, но через несколько дней отряд был полностью уничтожен красными.
На фронте наступило временное затишье, обескровленные и уставшие противники приводили в порядок и пополняли свои части перед новыми наступлениями.
Но уже 15 июля корпус Кутепова прорвал северный сектор обороны РККА и захватил Орехов, разгромив части 16-й и 20-й кавдивизий, 40-й стрелковой дивизии. 3 августа белые заняли Пологи, Александровск.
В Крым, на пополнение Русской армии, из Польши через Румынию после похода и интернирования прибыли части генерала Н. Э. Бредова — около 8 тысяч бойцов, 282 пулемета, 18 орудий. Всего в войсках армии было 280 орудий, 1300 пулемётов, 13 танков, 17 бронепоездов и 25 бронеавтомобилей.
С 1 (14) августа по 11 (24) августа врангелевцы высадили три десанта на Кубань и в районе Новороссийска. Именно бредовцы и стали основными пехотными частями десанта, но в бой все равно были брошены и юнкера Корниловского и Алексеевского училищ. 14 августа у Приморско-Ахтарской было высажено 8 тысяч солдат при 17 орудиях, 18 августа под Анапой десантировались 1,5 тысячи бойцов, 25 августа и на Тамани было высажено 3 тысячи бойцов. Задачей десантов было захватить Екатеринодар и соединиться с кубанскими партизанскими отрядами. Все десанты были разбиты, но пополнились примкнувшими казаками и были эвакуированы.
К этому времени за счет пополнений красные части в Северной Таврии стали уже численно превосходить белогвардейцев. 13-я и 2-я конная армии имели 57 тыс. штыков, 4,2 тыс. сабель, 272 орудия против 41 тыс. штыков, 14,8 тыс. сабель, 241 орудия врангелевцев.
Например, к красным с востока прибыла 51-я дивизия Блюхера, состоявшая из 16 полков и численностью почти 30 тыс. человек. 7 августа Латышская, 15-я и 51-я дивизии успешно переправились через Днепр у Каховки и Алешок и, оттеснив части Слащева, прорвались в глубокий тыл 2-го корпуса. Наступающие не дошли до своей цели — Перекопа, чтобы отрезать врангелевцев от Крыма — всего 25 километров из 100.
Врангелевцы, ценой предельного перенапряжения, контратакой отбили наступавших за Днепр. Артиллерия белогвардейцев испытывала острую нехватку снарядов. Их выделялось по 20 штук на одно орудие в день. Но в районе Каховки (ширина реки только 400 метров) красные сумели удержать важный плацдарм с переправами, на котором сконцентрировались три дивизии. Этот плацдарм позволял красным войскам использовать возможность нанести удар в сторону Перекопа и отрезать белогвардейцев от Крыма. 13 августа войска Слащева атаковали Каховку при поддержке конницы генерала Барбовича, но безрезультатно. После неудач в боях за Каховку генерал Слащов-«Крымский» (получивший эту почетную приставку к фамилии за удачную оборону Крыма в 1919 и 1920 году) подал рапорт об отставке и был заменен генералом В. К. Витковским (командиром Дроздовской дивизии).
Наступление красных против 1-го корпуса от Александровска на Мелитополь было проведено силами 2-й Конной армии, 1-й, 3-й, 46-й дивизий. Красная конница прорвалась к Мелитополю, грозя полным окружением двум корпусам белых. Но и это наступление врангелевцы смогли отразить, несмотря на свои огромные потери.
4 сентября для лучшей координации войск Врангель создает две армии, на базе трех корпусов: 1-я генерала Кутепова, 2-я генерала Ф. Ф. Абрамова. Силы Врангеля на фронте к сентябрю возросли до 40 тысяч бойцов (в том числе 13 тысяч кавалерии). В первую неделю сентября 1-я армия Кутепова безуспешно пытается отбить каховский плацдарм. Корниловская дивизия почти полностью погибла на проволочных заграждениях, пытаясь прорвать оборону, но бойцы 51-й стрелковой дивизии под командованием В. К. Блюхера успешно оборонялись в созданном укрепрайоне и удержали Каховку.
12 сентября Врангель направил главный удар своих войск на Александровскую группу противника, которая перешла в новое наступление. Разгромив наступавших красных в боях 15-23 сентября, врангелевцы заняли Александровск, Гуляй-Поле, Орехов, Синельниково, подойдя вплотную к главному Центру Приднепровья — Екатеринославу. В нём началась паника и эвакуация властных структур. Занятие этого района привело к выступлению на стороне РККА махновской армии.
2-я армия генерала Абрамова, разгромив XIII-ю советскую армию, к концу сентября заняла Бердянск, Мариуполь, Волноваху, подойдя на 17 км к Юзовке и на 30 км к Таганрогу (уже начиналась область Войска Донского — главная цель кампании). Были захвачены 12 тысяч пленных, 40 орудий, 6 бронепоездов.

Чтобы остановить белогвардейцев, Реввоенсовет РСФСР издал приказ о создании Южного фронта под командованием М. В. Фрунзе. На фронт были переброшены боеспособные сводная курсантская, 9-я, 30-я и другие дивизии. Шла мобилизация коммунистов, и их вливали во фронтовые части для придания им стойкости и верности. Это позволило РККА довести свои силы до 138 тысяч солдат против 34 тысяч у белогвардейцев. Ожесточённые бои снова развернулись в районе Каховки.
3 октября врангелевцы захватили станцию Синельниково и разбили там красные части, но в тот же день они отступили от Юзовки, на следующий день потеряли Мариуполь. Донцы выдохлись, а поддержать их было некем.
6 октября махновцы (Повстанческая армия Украины батьки Махно) стали союзниками Красной Армии. В результате 15 тысяч махновцев прекратили борьбу в тылу Красной Армии и были направлены на фронт против белых. Махно привел на врангелевский фронт до 12 тысяч сабель и штыков, при 500 пулеметах, 10 орудиях, сменив части РККА на фронте Чаплино — Синельниково (75 км). На призыв Махно из армии Врангеля к нему так же перебежали повстанческие атаманы, находящиеся в Русской армии, с частью подчиненных (до 3 тысяч бойцов).

### Заднепровская операция
8 октября белогвардейцы начали Заднепровскую операцию с целью отсечения каховского плацдарма Красной армии от тылов. Планировалось, что переправившись, 1-й армейский корпус по правому берегу Днепра зайдет в тыл Каховскому плацдарму, а войска Витковского одновременно ударят по плацдарму с фронта, в итоге красные войска будут разгромлены и стратегическая инициатива останется за белогвардейцами.
Марковская дивизия у острова Хортица навела переправу. На правый берег Днепра переправились Марковская (до 1900 штыков, 150 сабель, 24 орудия) и Корниловская дивизии (до 3000 штыков), с целью захвата сети дорог в тылу Каховского плацдарма. Марковцы выдвинулись в северном направлении, корниловцы — на запад, то есть дивизии действовали разрозненно. 3-я советская дивизия сразу же была полностью разгромлена. У Никополя переправились конные корпуса Барбовича и Бабиева — всего 6 тысяч штыков и сабель — и атаковали 2-ю Конную армию, контратакующую 1-й армейский корпус. Конноармейцы отступили, и объединившиеся силы белогвардейцев захватили 11 октября Никополь и 12 октября Апостолово, продвинувшись от Днепра до 25 км.
На восточном же участке фронта Красная армия 8 октября отбила Бердянск, а 10 октября — Гуляй-Поле. Миронову (2-я конная армия) было приказано уничтожить переправившихся белогвардейцев, «даже ценой самопожертвования», как указывал ему Фрунзе. Для его усиления были сняты части с Каховского плацдарма.
13 октября за Днепром развернулись ожесточенные встречные бои. Потери белогвардейцев достигли 50 %. В дивизиях оставалось менее 1000 человек в строю. Погиб легендарный Н. Г. Бабиев. Казачьи части дрогнули и начали отступать, возле переправ у Днепра началась давка. Поступившая информация о заключении мира между Советской Россией и Польшей и подход освободившейся 1-й Конной армии вынудили Белое командование отказаться от продолжения операции и отвести войска на левый берег Днепра.
Не знающий о разгроме заднепровских частей, Витковский согласно плану 14 октября бросил войска на штурм Каховки. В нём участвовало 6,5 тысячи бойцов при 10 танках, 14 броневиках и авиации. Они захватили первую линию обороны, но обескровленные не смогли продвинуться дальше. Например, были подбиты 9 танков из 10. Каховский плацдарм так и не был взят.
15 октября штурм продолжился, но красные контратаковали частями, вернувшимися на плацдарм с правого берега, и вернули утраченные позиции. В этот же день остатки заднепровской группировки белогвардейцев под ударами конницы и авиации красных смогли переправиться обратно на левый берег и развести понтонную переправу.
На совещании в Ставке белогвардейское командование решило обороняться по Днепру, осознавая, что отступление в Крым лишит их ресурсов и возможности манёвра. Последующие две недели прошли почти без боев — обе стороны приводили свои части в порядок.

## Контрнаступление РККА
28 октября 1920 Южный фронт силою в 140 тысяч штыков и сабель (по другим данным, 186 тысяч штыков и сабель, около 1 тысячи орудий, 45 самолётов) перешёл в контрнаступление. Непосредственно на фронте находилось около 100 тысяч штыков и сабель, при 500 орудиях, 2600 пулеметов, 17 бронепоездах, 57 броневике, 29 самолётах.
Русская армия имела на фронте 37 тысяч штыков и сабель, 213 орудий, около 1700 пулеметов, 6 бронепоездов, 20 броневиков, 25 танков, 42 самолёта. Приводятся и другие цифры — 38 тыс. человек при 213 орудиях, 1,6 тыс. пулеметов, 14 бронепоездов, 42 самолёта. Военный Совет Русской армии отклонил предложение отступать в Крым и решил оставить части в Северной Таврии, чтобы иметь возможность манёвра. Силы противника они оценивали всего в 100 тысяч солдат, что было серьёзной ошибкой.
29 октября красные сходящимися ударами от Каховки и Никополя овладели городом Перекоп, прорвавшись в тыл 1-й армии генерала Кутепова. Но они не смогли с ходу взять укрепления Турецкого вала Перекопа (11 км длины, 10 метров высоты, глубина рва 10 метров), отбитые контратакой врангелевцев — частями корпуса Витковского и юнкерами военных училищ. В этот же день 1-я Конная армия РККА прошла до Чонгара, а походная Крымская группа Махно (5 тысяч сабель и штыков, 30 орудий, 450 пулеметов) захватила Мелитополь.
Врангелевцы осознали опасность окружения, но не дрогнули. При этом штаб Врангеля в Джанкое был отрезан от армии. Кутепову успели передать приказ по радио — прорываться в Крым — после чего связь была прервана.
30 октября путь в Крым через Чонгар для 1-й Конной армии был открыт. В столь критический момент Врангель собирает отдельные части: школы прапорщиков, артиллерийскую школу, свой личный конвой и бросает эти силы на прикрытие Чонгара.
Но отступающая Русская армия, вопреки надеждам Фрунзе, не была разбита и, сосредоточившись в районе Агаймана, отступая с контратаками, ударом с севера отбросила части 1-й Конной армии красных от Чонгарского перешейка и окружила их у Сальково — Геническа, прижав красных конников к Сивашу. 1-я Конная армия оказалась на грани разгрома. Корниловцы смогли отвлечь боями 2 дивизии из её состава, а оставшиеся две дивизии были вырублены белой кавалерией. Корпус генерала Барбовича разбил 6-ю, 11-ю, 14-ю кавдивизии красных. Штаб 1-й Конной армии потерял связь со своими частями. Белогвардейцы открыли себе дорогу обратно в Крым. Советский историк Какурин отмечал, что после этого боя части Кутепова беспрепятственно совершили ночной фланговый марш мимо красных войск, отрываясь от их преследования.
31 октября и 1-2 ноября большая часть Русской армии организованно сумела уйти из Северной Таврии в Крым, но потери в частях ранеными, убитыми и пленными достигали 30-50 %. Готовившиеся к атаке части 2-й Конной армии были сами атакованы с тыла белыми частями, отступающими от Мелитополя. В Геническе оказался не разрушенный мост, и несколько белогвардейских бронепоездов так же смогли отойти в Крым. Только 3 ноября части РККА полностью блокировали Чонгар и на плечах отступающих, прорвав фронт, ворвались на Чонгарский перешеек. Но эта атака была отбита, и врангелевцы взорвали за собой все мосты в Крым.
Фрунзе дал положительную оценку боеспособности противостоявшим белогвардейским войскам и признавал: «Особенно замечательным приходится признать отход основного ядра в Крым. Отрезанные от перешейков врангелевцы все-таки не потеряли присутствия духа и хотя бы с колоссальными жертвами, но пробились на полуостров».
РККА захватила большие трофеи — 5 бронепоездов, эшелоны со снарядами и патронами, 2 миллиона пудов зерна, приготовленного для отправки в Крым.

## Итоги
Северно-Таврийская операция была последним наступлением белогвардейских войск на Юге России. Войска Врангеля потерпели поражение и отступили в Крым. Они опять оказались в полной изоляции и лишены возможности оперативного манёвра.
7 ноября Красная армия перешла в новое наступление, начав Перекопско-Чонгарскую операцию. 17 ноября белогвардейцы оставили Крым.